# ハンドレページ H.P.42
H.P.42 / H.P.45
ハンドレページ H.P.42「ハンノ」号（G-AAUD）
- 用途：民間旅客機
- 製造者：ハンドレページ
- 運用者

  - インペリアル・エアウェイズ（イギリス）
  - イギリス空軍
- 初飛行：1930年11月14日
- 生産数：H.P.42 / H.P.45 各4機
- 運用開始：1931年6月
- 退役：1940年（全機喪失）

ハンドレページ H.P.42（英: Handley Page H.P.42）とH.P.45は、イギリスのハンドレページ社（ハートフォードシャー、ラドレット）がインペリアル・エアウェイズの仕様に基づいて1928年に設計した4発長距離複葉旅客機である。

## 概要
H.P.42 / 45はインペリアル・エアウェイズの陸上大型旅客機で、同社の後期の飛行艇群とともによく知られている。合計8機（両タイプ各4機）が製造され、すべて「H」で始まる名前がつけられた。なお、H.P.42およびH.P.45の呼称はハンドレページ社内の識別符号で、運用当時は一般に知られていなかった。
1機は1937年の飛行船格納庫火災で焼失したが、残りは第二次世界大戦の勃発にともないイギリス空軍に徴用された。1940年までに全機が事故などで喪失したが、民間航空に従事している間は1名の犠牲者も出さなかった（現代の航空機では唯一の記録であると考えられる）。

## 設計と開発

機内の様子
1936年、スーダンのハルツームに向かう際に撮影されたもの（機体番号不明）

H.P.42は東方への長距離航空路用に設計されたもので、H.P.45はそのヨーロッパ航空路版だった。インペリアル・エアウェイズでの運用に当たっては、H.P.42は「H.P.42E（EはEastern（東方空路、この場合はインドと南アフリカを指す）の頭文字）」、H.P.45は「H.P.42W（WはWestern（西方空路、この場合はヨーロッパを指す）の頭文字）」と称した。
H.P.42は上下翼の翼幅が異なる巨大な複葉機で、布張りの主尾翼および後部胴体以外は全金属製だった。上下翼はワーレントラス構造の翼間支柱で結び付けられていた。水平尾翼も複葉式で、3枚の垂直尾翼を持っていた。H.P.42は490馬力のブリストル ジュピターXIFエンジン4基で駆動したが、H.P.45は555馬力のスーパーチャージャー付きブリストル ジュピターXFBMエンジン4基装備であり、大パワーを得る代わりに燃料消費量を犠牲にしていた。いずれの型も、エンジン4基のうち2基を上翼に置き、他の2基を胴体左右の下翼に置いていた。
乗員区画は（新機軸として）密閉されており、客室は翼の前後に1区画ずつあった。H.P.42は前方客室に6名（のちに12名）、後方客室に12名の乗客を収容し、手荷物室も大きいものだった。一方H.P.45は手荷物室が縮小された代わりに、前方に18名、後方に20名の乗客を乗せることが出来た。

## 運用歴
初飛行は1930年11月14日、後にハンニバル号と名づけられるG-AAGXにより、トーマス・ハロルド・イングランド空軍少佐の操縦で行われた。耐空証明は、商業飛行限定で1931年5月に与えられた。最初の営業飛行は同年6月11日のパリ行きの便であった。
H.P.42が民間航空輸送から引退したのは1939年9月1日のことである。H.P.42は大きな事故を起こすことなく、ほぼ10年に及ぶサービスをやり遂げた。

### 機体ごとの履歴
生産機数はH.P.42、H.P.45各4機である。

#### H.P.42（H.P.42E）
H.P.42はアフリカ航路、インド航路用の長距離型であり、カイロに拠点を置いていた。
G-AAGX「ハンニバル」号
試作機ハンニバル（Hannibal）号の最初の飛行は1930年11月14日に行われた。機名は古代カルタゴの将軍ハンニバル・バルカに由来するものである。1940年3月1日、オマーン湾上で、第一次世界大戦のエース、ハロルド・ホイッスラー空軍大佐を含む8名の乗員とともに失われた。
G-AAUC「ホルサ」号
G-AAUCは当初ギリシャ神話の女神ヘカテーにちなんで「ヘカティ（Hecate）」と名づけられたが、すぐに、ヘンゲストの弟で伝説的なイギリスの征服者である「ホルサ（Horsa）」の名に改められた。本機は1931年9月11日に初飛行した。後に「AS981」としてイギリス空軍第271飛行隊に徴用されたが、1940年8月7日、カンバーランド州ホワイトヘブンに近いモズレー・パークの未整地の場所に不時着し、焼失した。
G-AAUD「ハンノ」号
G-AAUD（生産番号42 / 3）は、カルタゴの探検家で、紀元前570年頃にアフリカの大西洋岸を探検した「航海者ハンノ」にちなんで名づけられた。ハンノ（Hanno）号の初飛行は1931年7月19日で、その後H.P.42（W）（ハンニバル級）に改造された。本機はイギリス空軍第271飛行隊に徴用されたが、1940年3月19日、ブリストルのウィットチャーチ空港で、強風のためヘラクレス号と衝突し、修理不能な損害を受けた。

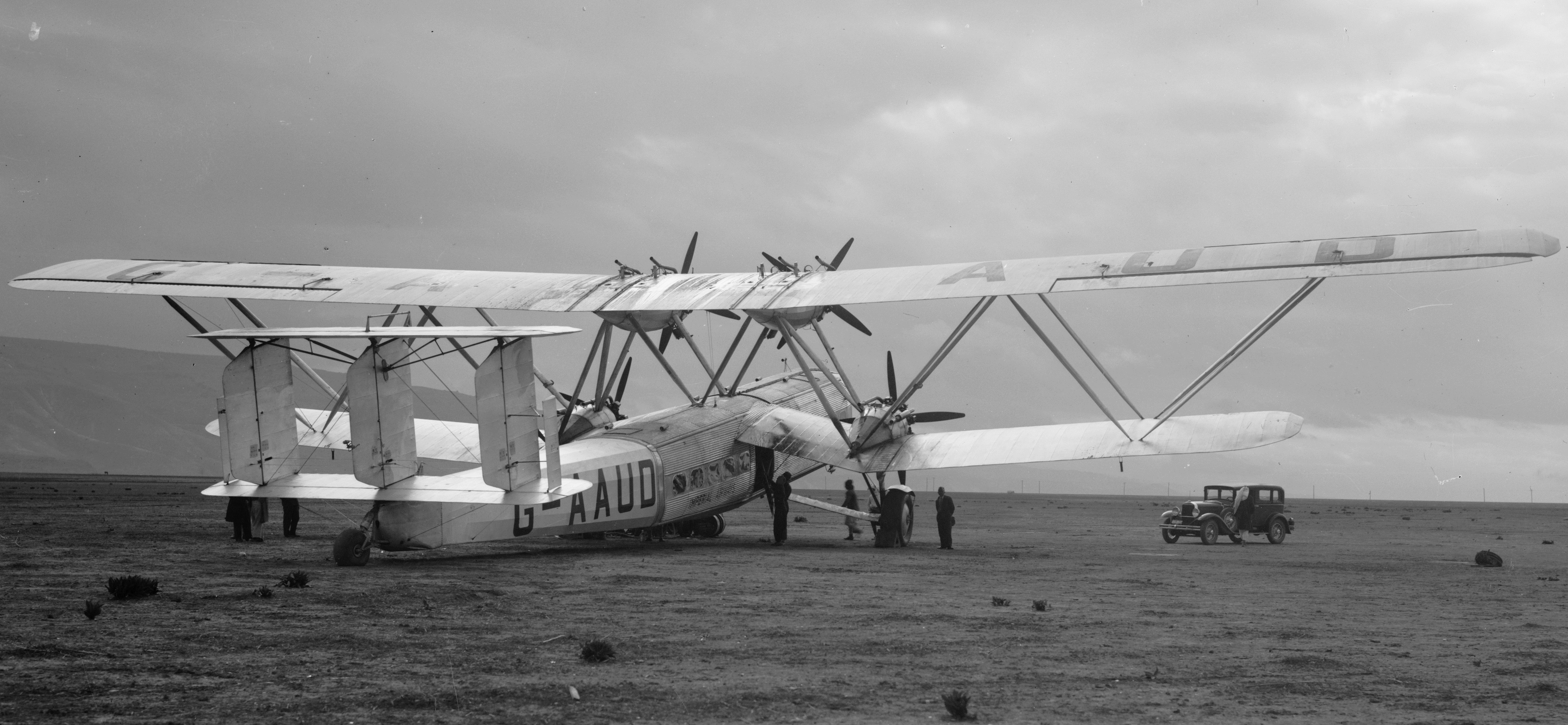
H.P.42「ハンノ」号（G-AAUD）
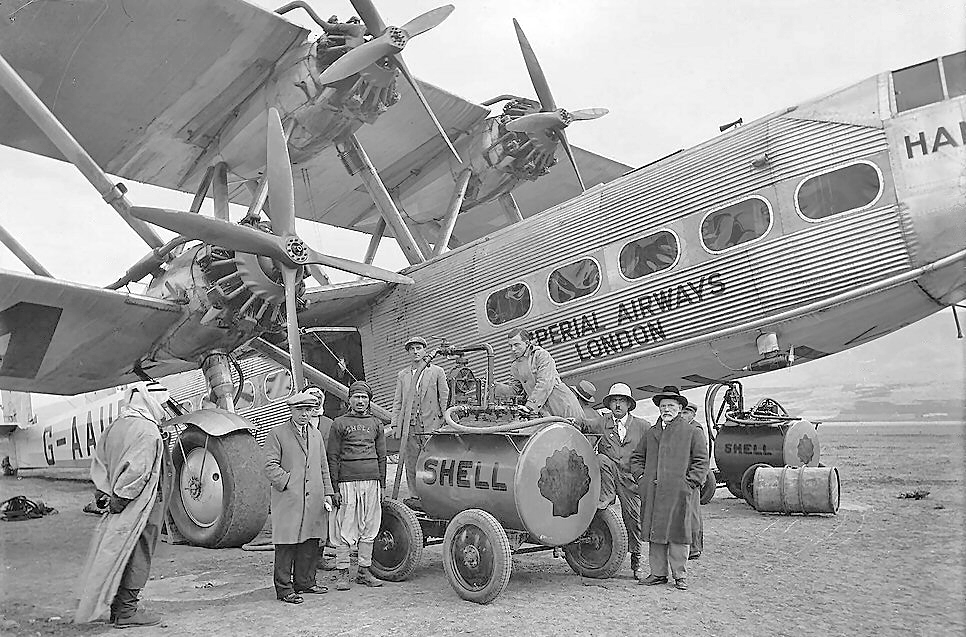
給油中のハンノ号

G-AAUE「ハドリアン」号
G-AAUE（生産番号42 / 2）は、ローマ皇帝ハドリアヌスの名を取って名づけられた。初飛行は1931年6月24日で、第二次世界大戦の勃発に伴ってイギリス空軍オディアム基地の第271飛行隊に徴用された（シリアルAS982）。ハドリアン（Hadrian）号は1940年12月6日、ドンカスター空港において強風のため係留設備から離脱し、横転して、空港の横の鉄道線路上に転覆した。損傷は甚大で、修理に値しないと判断された。

#### H.P.45（H.P.42W）
H.P.45は、インペリアル・エアウェイズのヨーロッパ路線用として、航続距離と貨物搭載能力を減らす代わりに、より多くの乗客を運べるようにしたものである。
G-AAXC「ヘラクレス」号
G-AAXCは、ギリシャ神話の有名な英雄で、ゼウスとアルクメーネーの息子ヘーラクレースの名が付けられた。ヘラクレス（Heracles）号の初飛行は1931年8月8日で、1940年3月3日にイギリス空軍に徴用された。本機はブリストルのウィットチャーチ空港で1940年3月19日に強風によってハンノ号と衝突し、ともに修理不能の損害を受けた。
本機はベルギーのコミック「ヨーコ・ツノ」の第5巻『永遠へのメッセージ（en:Message pour l'éternité）』に登場し、またロイ・ロックウッドが1934年に製作した短篇ドキュメンタリー『空港（Airport）』でも取り上げられている
G-AAXD「ホラティウス」号
G-AAXDは、古代ローマの伝説的な英雄ホラティウスの名が付けられた。ホラティウス（Horatius）号は1931年11月6日に初飛行した。1938年9月、ホラティウス号はケント州リム空港で不時着し、左舷下部と左の下翼に損害を受けたが、修理を受けてサービスに復帰した。第二次世界大戦は始まると空軍に徴用された。1939年11月7日、輸送任務でフランスから戻る途中、悪天候により目的地のエクセターを見出すことができず、デヴォン州ティヴァートンのゴルフコースに緊急着陸したが、その際2本の木に衝突して破壊された。
G-AAXE「ヘンギスト」号
G-AAXEは当初「ヘスペリデス（Hesperides）」号と名付けられたが、すぐに伝説的なイギリスの征服者でホルサの兄弟であるヘンギスト（Hengist）の名に改称した。ヘンギスト号は1931年12月8日に初飛行した。後にヨーロッパ航路用から東方航路用に改造された。ヘンギストは1937年5月31日、カラチでの飛行船格納庫火災事故に巻き込まれて焼失した。本機はH.P.42 / 45のうち第二次世界大戦前に失われた唯一の機体である。また、クロフツの倒叙推理小説『クロイドン発12時30分』の冒頭に登場する旅客機も本機である。
G-AAXF「ヘレナ」号
G-AAXFは「トロイのヘレン」として知られるギリシャ神話のヘレネーから、「ヘレナ（Helena）」と名づけられた。初飛行は1931年12月30日だった。その後ヘンギスト号と同じく東方空路用に改造された。ヘレナ号は、1940年5月に空軍第271飛行隊に徴用された。同年、着陸事故を起こして飛行停止となり、事故後の検査によって腐食のため廃棄処分と決定され、1941年にスクラップとなった。しかし胴体前部はなお数年の間、イギリス海軍のオフィスとして使用されていた。

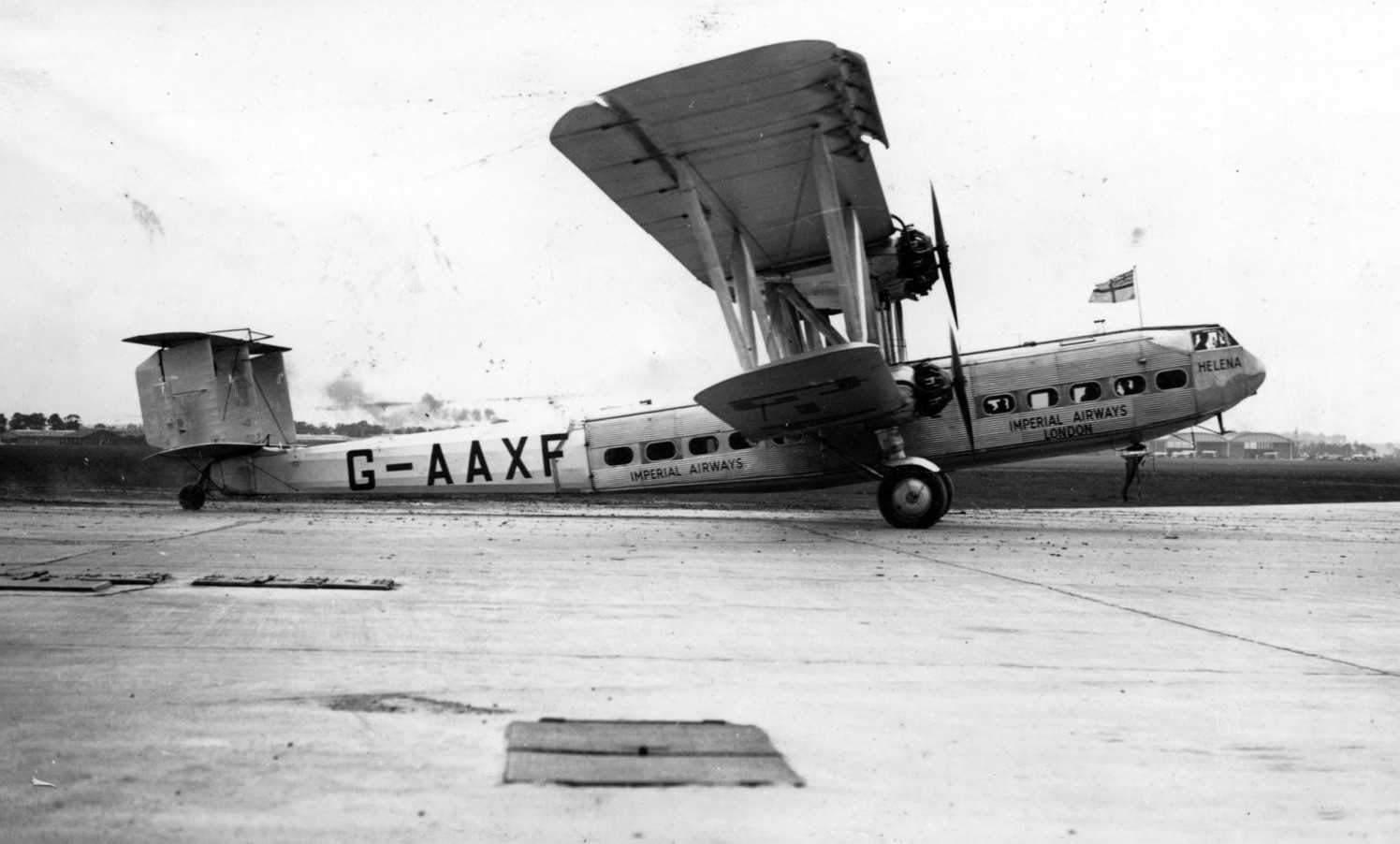
H.P.45「ヘレナ」号（G-AAXF）

## 運用者
イギリス
- インペリアル・エアウェイズ
- イギリス空軍 - 第271飛行隊

## 性能諸元（H.P.42E）

H.P.42 三面図

諸元
- 乗員: 4
- 定員: 旅客 24
- 全長: 28.09 m （92 ft 2 in）
- 全高: 8.23 m （27 ft）
- 翼幅: 39.62 m（130 ft）
- 翼面積: 278 m2 （2,989 ft2）
- 翼型: RAF 28
- 空虚重量: 8,047 kg （17,740 lb）
- 運用時重量: 12,700 kg （28,000 lb）
- 動力: ブリストル ジュピター XIF 星型エンジン、365 kW （490 hp）   × 4

性能
- 最大速度: 195 km/h （120 mph）
- 巡航速度: 150-170 km/h （95-105 mph）
- 航続距離: 805 km （500 マイル）
- 上昇率: 4 m/s （790 ft/min[3]）

## 参考書籍
- Barnes, C. H. Handley Page Aircraft Since 1907. London: Putnam & Company, Ltd., 1987.
- Clayton, Donald C. Handley Page, an Aircraft Album. Shepperton, Surrey, UK: Ian Allan Ltd., 1969. ISBN 0-7110-0094-8.

## 登場作品
- 『魔女の宅急便』

冒頭、オープニング曲の流れる一連のシーンでキキが遭遇する夜間飛行中の航空機として登場。